# Lamontgie
Lamontgie is een gemeente in het Franse departement Puy-de-Dôme (regio Auvergne-Rhône-Alpes) en telt 496 inwoners (1999). De plaats maakt deel uit van het arrondissement Issoire.

## Geografie
De oppervlakte van Lamontgie bedraagt 7,0 km², de bevolkingsdichtheid is 70,9 inwoners per km².
De onderstaande kaart toont de ligging van Lamontgie met de belangrijkste infrastructuur en aangrenzende gemeenten.

## Demografie
Onderstaande figuur toont het verloop van het inwonertal (bron: INSEE-tellingen).